# Lodovico Agostini
Lodovico Agostini (Ferrara, 1534 – Ferrara, 20 settembre 1590) è stato un cantore e compositore italiano molto legato alla corte degli Este di Ferrara. Fu uno dei maggiori rappresentanti nello sviluppo della musica profana intorno alla fine del XVI secolo.

## Biografia
Nacque a Ferrara e vi spese gran parte della sua vita.  Era figlio illegittimo di Agostino Agostini, un cantore e presbitero di Ferrara molto attivo negli anni 1540.  Lodovico potrebbe aver studio per un certo tempo a Roma, sulla base dei madrigali da lui pubblicati in quella città, e divenne poi presbitero.  Dal 1572 fu cantore presso la cappella della Cattedrale di Ferrara e dal 1578 fu al servizio del duca Alfonso II d'Este, uno dei più famosi mecenati della musica del tardo XVI secolo. Lodovico fu uno dei pupilli del Duca e rimase al suo servizio per il resto della sua vita.
Negli anni 1580 insegnò composizione al duca di Mantova, Guglielmo Gonzaga; Agostini dedicò un libro di madrigali al duca Guglielmo.  Il duca divenne a sua volta un compositore di madrigali e fu molto vicino al Palestrina.
Agostini fu in buoni rapporti con diversi personaggi dell'aristocrazia, oltre che con i poeti Tasso e Guarini, e con altri musicisti della corte come Luzzasco Luzzaschi, il più famoso dei madrigalisti ferraresi.
Pur facendo parte della corte estense, ebbe anche una sua carriera religiosa, essendo diventato Monsignore e protonotaro apostolico.

## Musica e influenze
Ferrara, fra il 1580 ed il 1590, fu uno dei luoghi più musicalmente avanzati e sofisticati d'Europa. Con il patrocinio del duca Alfonso II d'Este la Corte sviluppò una sperimentazione musicale, con un gruppo di virtuose cantanti (Concerto delle donne) a disposizione di un gruppo altrettanto virtuoso di compositori, tra i quali Luzzaschi, Agostini, e nel 1590, Carlo Gesualdo. Tutti composero musica per il godimento di un piccolo gruppo di intenditori, tra cui lo stesso Duca. In questa atmosfera rarefatta fiorì uno stile musicale di avanguardia e Agostini fu uno dei componenti più musicalmente audaci del gruppo. In qualche modo la scena a Ferrara ricordava l'attività di Avignone nel tardo XIV secolo, che produsse uno stile musicale noto come ars subtilior.
Agostini era appassionato di enigmi, puzzle musicali, sorprese e doppi sensi, e le sue molte collezioni musicali rispecchiano questa sua caratteristica.  Enigmi musicali e  L'eco, et enigmi musicali sono canoni da essere risolti come degli enigmi, pieni di insolite progressioni cromatiche, interpolazioni strumentali e altre curiosità musicali. Alcuni dei suoi libri di madrigali sono scritti in uno stile di canto virtuosistico chiaramente indirizzato alle tre componenti del tempo del concerto delle donne (Laura Peverara, Anna Guarini e Livia d'Arco). Il suo terzo libro di madrigali, a sei voci (1582), sembra essere la prima collezione del repertorio di questo gruppo.
Agostini fu anche compositore di canzoni soliste con accompagnamento, dal momento che molti degli artisti della corte erano strumentisti, oltre che cantanti. Ad esempio Livia d'Arco era una virtuosa di viola) e pertanto scrisse pezzi sia per liuto che per viola come strumento di accompagnamento per cantanti solisti.
Nessun suo pezzo di musica sacra è pervenuto fino a noi (potrebbe non averne scritti), anche se una delle sue ultime composizioni fu Le lagrime del peccatore, una composizione su un poema di Luigi Tansillo, facente parte di un gruppo di madrigali spirituali; esso è simile negli intenti, anche se non in senso musicale, alla raccolta Lagrime di San Pietro di Orlando di Lasso, anch'essa basata su poemi di Tansillo.
Agostini morì nel 1590 e nel 1598, con la morte di Alfonso, Ferrara venne inglobata nello Stato Pontificio. Ciò portò alla fine della sperimentazione musicale condotta presso la corte di Ferrara.